# Areus II.
Areus II. (Jiné názvy: Áreus II., Areios II., Areios II.; starořecky Ἄρειος Β) byl král Sparty od roku 262 před Kr. do roku 254 před Kr. Pocházel z královského rodu Agiovců. Jeho spolukrálem z královské rodiny Eurypontovců byl Eudamidas II. (275–244 před Kr.).
Jeho otcem a předchůdcem na trůnu byl Akrotatos, který ještě v mladém věku zemřel v roce 262 před Kr. v bitvě proti tyranovi Aristodemovi u města Megapolis. Matka Chilonis ho porodila až po smrti otce. Areus se hned po narození z rozhodnutí Eforie stal králem Sparty. Jelikož byl kvůli věku nezpůsobilý vládnout, za jeho opatrovníkem mu určili Leonida, i když ten byl synem zrádce Kleonyma, který v roce 272 před Kr. spolu s Pyrrhou napadli Spartu; byl to jeho poslední zbývající příbuzný z královského rodu Agiovců.
Areios ve svých osmi letech vážně onemocněl a nemoci podlehl. Spartský trůn po něm obsadil jeho opatrovník Leónidas.